# Betaucourt
Betaucourt település Franciaországban, Haute-Saône megyében. Lakosainak száma 181 fő (2022. január 1.). Betaucourt Villars-le-Pautel, Aisey-et-Richecourt, Cendrecourt, Jussey, Ormoy és Raincourt községekkel határos.

## Népesség
A település népességének változása:
| Lakosok száma | 156  | 161  | 168  | 170  | 175  | 180  | 181  | 181  | 181  |
|               | 2013 | 2015 | 2016 | 2017 | 2018 | 2019 | 2020 | 2021 | 2022 |